# マイロ・ヤノプルス
マイロ・ヤノプルス（ミロ・イアノポウロス、マイロ・イアナポリスとも、英語：Milo Yiannopoulos、旧姓・Hanrahan、1984年10月18日 - ）は、イギリス、ケント出身のジャーナリスト。オルタナ右翼の論客として知られる。かつてアメリカの保守系ネットメディアであるブライトバート・ニュース・ネットワークの編集者を務めたが、後述の小児性愛容認を示唆する発言により退職した。

## 人物
ギリシャとアイルランドの血を引く父とユダヤ系イングランド人の母との間に生まれる。幼い頃に両親は離婚し、母とその再婚相手に育てられるが、関係はあまり良くなかったとしている。ヤノプルスは父について「恐ろしい(terrifying)」と説明している。若い頃は祖母とともに暮らしていた。
カトリック教徒でありながらゲイでもあり、一般的に米国ではリベラルとされるユダヤ教徒に親戚がいながらもネオナチからも支持される極右の論客でもあるなど非常に矛盾に満ちたキャラクターが話題を呼び、しばしば「オルタナ右翼のアイドル」的人物と呼ばれる。

## 回顧録の出版中止
2017年3月14日にサイモン＆シュスターから数千万円の契約金で回顧録『Dangerous（デンジャラス）』を出版の予定だったが、オンラインインタビューの中での発言「世間は児童虐待の問題にこだわりすぎだ。大人としての『同意』の上での関係までうるさく取り締まる」が問題視され同年2月20日に同社から出版契約の取り消しが発表された。この発言によりシニアエディターとして活躍していたブライトバート・ニュース・ネットワークの職も失った。

## 外部サイト
- 公式ウェブサイト（英語）